# Pemberton Icefield

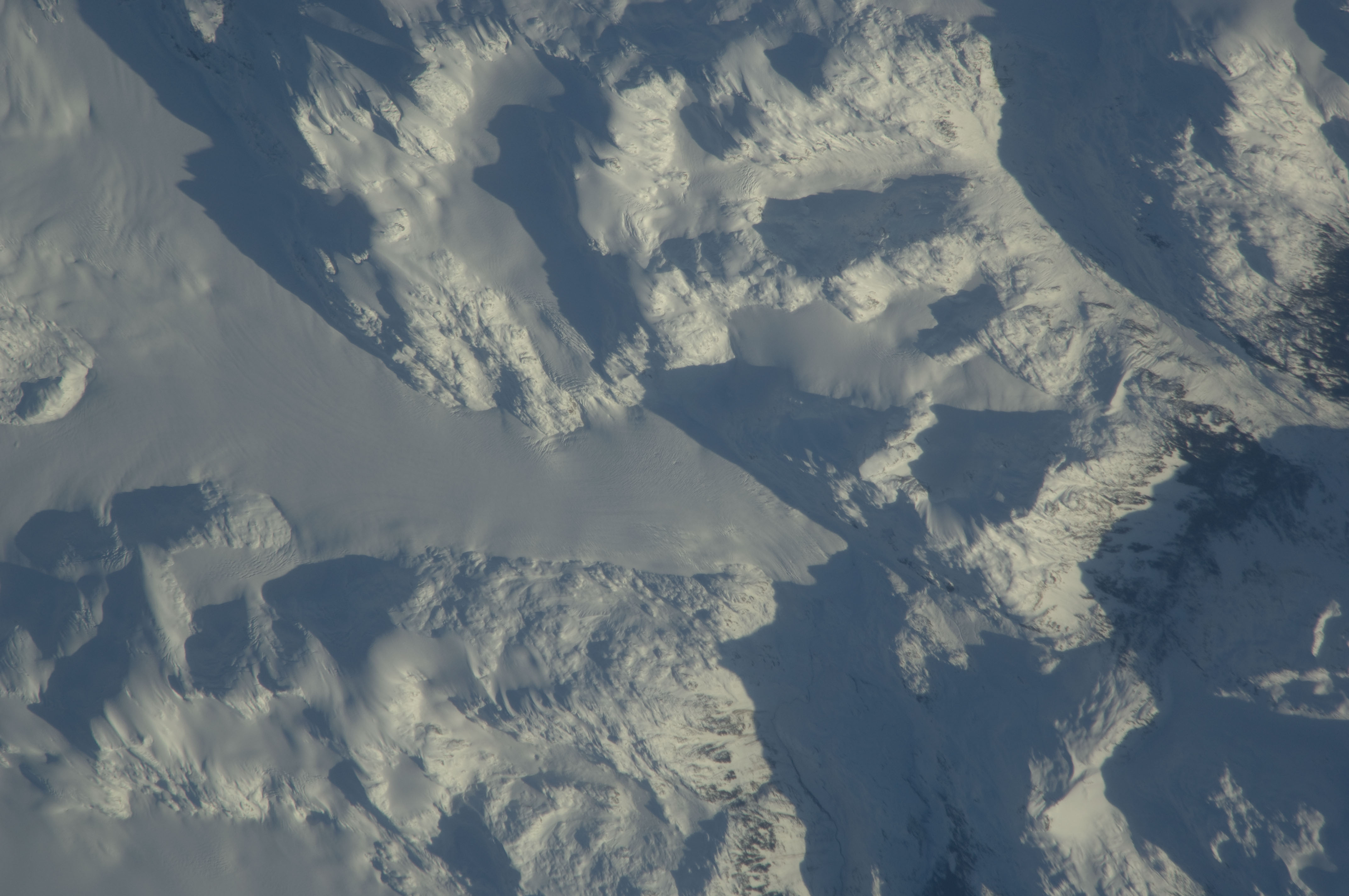
Das Pemberton Icefield von der ISS aus

Das Pemberton Icefield oder die Pemberton Icecap ist das südlichste einer Reihe sehr großer Eisfelder, welche die Pacific Ranges in den südlichen Coast Mountains in der kanadischen Provinz British Columbia bedecken.

## Physische Geographie
Das Pemberton Icefield erstreckt sich auf einer Fläche von 1.254 km². Im Norden des Eisfeldes ist es von einer kurzen Lücke unterbrochen. Jenseits der Lücke befindet sich eine gelegentlich als Overseer Icefield bezeichnete kleinere Eismasse, die etwa 60 km² bedeckt. Der höchste Punkt der Region ist der Overseer Mountain (2.749 m). Das Eisfeld liegt im nördlichen Teil eines etwa rautenförmigen Gebiets, das von Squamish-Elaho River, Lillooet River und Cheakamus-Green River begrenzt wird. Der höchste Gipfel im „eigentlichen“ Pemberton Icefield ist der Longspur Peak (2.575 m), etwa 19 km südwestlich des Overseer Mountain oberhalb des Ryan River, obwohl ein höherer, aber unbenannter Gipfel zwischen den beiden Bergen liegt. Gerade östlich des Longspur sind der Kwtamts Peak und der Sisqa Peak, deren Namen aus der Lillooet-Sprache der St'at'imc stammen, zu deren traditionellem Territorium die östlichen Bereiche und die zugehörigen Täler des Eisfeldes gehören. Im südlichen Teil des Eisfeldes findet sich der Exodus Peak (2.435 m), welcher in einem Winkel zwischen dem Oberlauf des Squamish River und dem Tal des Elaho River, einem seiner Nebenflüsse, liegt. Der südlichste Gipfel ist der Golden Calf Peak (2.551 m).

### Fließgewässer
Zu den Fließgewässern, die ihre Quellen im Eisfeld haben, gehören der Squamish River und der Soo River am südlichen Rand, der Rutherford Creek in seinem Osten, der Ryan River an seiner Nordostseite und Nebenflüsse des Elaho River im Westen sowie der südliche Arm des Meager Creek an seiner Nordseite, eines Nebenflusses des Lillooet River. Weitere kleinere Eisfelder in der Nähe sind der Ipsoot Glacier (auch Ipsoot Icefield genannt) im Osten an der Nordseite des Rutherford Creek und das Powder Mountain Icefield im Süden, jenseits der Wasserscheide zwischen Squamish River und Soo River.

## Trivia
In der nahegelegenen Resort Municipality of Whistler ist das Eisfeld bei Heliskiing-Unternehmen beliebt, die Backcountry-Skifahren, im Sommer  Helihiking anbieten, sowie in der Unterhaltungsindustrie. Das Pemberton Icefield bot die antarktische oder arktische Kulisse in Film und Fernsehen wie in Akte X – Der Film sowie in den Stargate-Derivaten Stargate – Kommando SG-1 („Solitudes“-Episode der ersten Staffel) und Stargate Atlantis.